# مطار كيميارفي
مطار كيميارفي (بالفنلندية: Kemijärven lentokenttä)‏ هو مطار في كيميارفي، فنلندا، يبعد حوالي 7 ميل بحري (13 كـم؛ 8 ميل) غرب مركز مدينة كيميارفي.

## روابط خارجية
- VFR Suomi / فنلندا - مطار كيميارفي
- Lentopaikat.net - كيميارفي مطار باللغة الفنلندية